# Časoris
Časoris je slovenski spletni časopis za otroke, ki je začel delovati 29. aprila 2015. Objavlja novice in nasvete za osnovnošolce od 1. do 6. razreda, njihove starše in učitelje ter prispevke otrok o dogajanju na njihovi šoli.

### Lastništvo in upravljanje
Izdaja ga Zavod Časoris, ki ga je ustanovila Sonja Merljak Zdovc, nekdanja novinarka časopisa Delo. Predsednica sveta zavoda je Darja Groznik, predsednica Zveze prijateljev mladine Slovenije. Njegova urednica je Sonja Merljak Zdovc, ki tudi piše. V Časorisu sodeluje še 12 novinarjev, lektorjev in ilustratorjev in drugih sodelavcev. Med njimi sta tudi Romana Dobnikar Šeruga in Tereza Žerdin. Vpisan je v razvid medijev pri Ministrstvu za kulturo RS pod zaporedno številko 2011. Njegova številka je ISSN 2670-4250.

### Financiranje
Financira se s prijavami na razpise, oglaševanjem in donacijami. Ministrstvo za kulturo RS ga je sofinanciralo v letih 2018, 2019 in 2020 (12.933,03 evrov). Leta 2020 so prejeli 2.500 dolarjev iz sklada mednarodne neprofitne organizacije Internews v sklopu akcije »Information Saves Lives« za pomoč malim lokalnim medijem v času pandemije koronavirusa.

### Projekti
Je partner programa »Neon – varni brez nasilja« (sofinancira Ministrstvo za zdravje RS) in podpisnik Listine raznolikosti Slovenija (sofinancira program za pravosodje EU).
V letu 2020 izvaja projekt »Iskanje resnice v svetu lažnih novic«, ki ga financira Urad Vlade RS za komuniciranje. Izvaja tudi projekt »Alumni za boljšo znanstveno in zdravstveno pismenost« (Alumni Advancing Science and Health Literacy), ki ga sofinancira veleposlaništvo ZDA.

## Nagrade in priznanja
- Prva nagrada za družbene inovacije 2025 Sozial Marie.
- Evropska nagrada za medijsko pismenost 2019 (Evropska komisija) finale[16][11]

### ProjektZgodbe otrok sveta
- Intercultural Achievement Awards 2019 v kategorji »mediji« v vrednosti 5.000 evrov (avstrijsko ministrstvo za Evropo, integracijo in zunanje zadeve)[17][11]
- evropska nagrada »Clarinet Project« 2019 v kategoriji »splet in družbena omrežja« (projekt je financiral sklad EU za azil, migracije in vključevanje)[18][11]